# فیلیپه یورگی لوریرو
فیلیپه یورگی لوریرو (به پرتغالی: Felipe Jorge Loureiro) هافبک اهل برزیل است که در شهر ریودو ژانیرو و در تاریخ ۲ سپتامبر ۱۹۷۷ به دنیا آمده‌است.
فیلیپه یورگی لوریرو در تیم‌های فوتبال واسکو دوگاما سابقهٔ حضور دارد.